# Малая Рунга
Малая Рунга — река в России, протекает по территории Бабушкинского района Вологодской области. Устье реки находится в 4 км от устья Большой Рунги по правому берегу. Длина реки составляет 11 км.
Исток находится в болотах в 10 км к юго-востоку от села Миньково (центр поселения) и в 31 км к юго-востоку от Села имени Бабушкина (районного центра). Малая Рунга протекает по лесистой, заболоченной местности. Генеральное направление течения — север. Крупнейший приток — Заборица (правый), населённых пунктов по берегам нет.

## Данные водного реестра
По данным государственного водного реестра России относится к Двинско-Печорскому бассейновому округу, водохозяйственный участок реки — Северная Двина от начала реки до впадения реки Вычегда, без рек Юг и Сухона (от истока до Кубенского гидроузла), речной подбассейн реки — Сухона. Речной бассейн реки — Северная Двина.
Код объекта в государственном водном реестре — 03020100312103000008473.